# Flughafen Mexicali

i8
i11
i13
Der Flughafen Mexicali (spanisch Aeropuerto Internacional de Mexicali, IATA-Code: MXL, ICAO-Code: MMML) ist ein internationaler Flughafen bei der Großstadt Mexicali im Bundesstaat Baja California im äußersten Norden Mexikos.

## Lage
Der Flughafen Mexicali liegt unmittelbar südlich der Grenze zu den USA etwa 2400 km (Luftlinie) nordwestlich von Mexiko-Stadt in einer Höhe von ca. 23 m.

## Passagierzahlen
In den Jahren 2018 und 2019 wurden mehr als 1,1 Millionen Passagiere abgefertigt. Danach erfolgte ein deutlicher Rückgang aufgrund der COVID-19-Pandemie.